# 狄更遜水母
狄更遜水母（學名：Dickinsonia）又名狄更遜蠕蟲、迪金索尼亞蟲，是埃迪卡拉紀時代埃迪卡拉生物群中最具标志性的一種生物。其分類地位還不是很明朗，多數研究者認為它是動物，但也有人認為它屬於真菌，甚至屬於已滅絕的一界。2018年，一個從俄羅斯懸崖挖出的狄更遜水母化石，經研究人員分析成分後發現其中含有膽固醇，證實此類群為地球上已知最古老的動物之一。

## 名稱
狄更遜水母最早由埃迪卡拉生物群的發現者，澳大利亞地質學家斯普里格描述 ，並以他的上級、南澳政府的採礦總監班·迪金森的名字命名。

## 發現
狄更遜水母的化石最早(1947年)在澳大利亞南部弗林德斯山脈的羅恩斯利石英段（Rawnsley Quartzite）發現，另外也在烏克蘭波多利亚聶斯特河盆地的莫吉廖夫組（Mogilev Formation）、俄羅斯阿爾漢格爾斯克州白海的Lyamtsa、Verkhovka、Zimnegory和Yorga等組，以及烏拉山脈中部的Chernokamen組被發現。這些地層的年代約為5.58億至5.55億年前。
「科學雜誌」（Science）2018年發布的報告，一個從俄羅斯西北部、白海附近的岩石發現了狄更遜水母的化石，由於形成於黏土和沙礫的混合物中，保存的細胞組織檢測出有膽固醇分子的成分。膽固醇作為動物細胞構成細胞膜的基本物質，植物及其他一切生物均是由脂質分子層包裹的細胞構成的，但唯獨動物的細胞膜中含有膽固醇。因此，發現膽固醇的存在就意味着狄更遜水母的確是一種動物。不過，這一發現也可能是由污染造成的——比如，工作人員一不小心將手指蹭到了化石上，這一行爲會立刻將含有脂質的細胞轉移到化石上，使得化石被誤判爲一種古生物。因此，Jochen Brocks和他的同事們仔細地檢查了狄更遜水母化石周圍的岩石。這次，他們並沒有發現膽固醇，只檢測出了豆固醇——這種分子與綠藻有着密切的關係。科學家們表示，這一發現恰恰證明，他們發現的膽固醇屬於狄更遜水母化石而非來自污染物——狄更遜水母作爲動物的屬性被證實了。

## 物種
- D. costata Sprigg, 1947（模式種）[4]
- D. minima Sprigg, 1949[10]
- D. spriggi Harrington et Moore, 1955[11]
- D. elongata Glaessner et Wade, 1966[12]
- D. tenuis Glaessner et Wade, 1966[12]
- D. lissa Wade, 1972[13]
- D. brachina Wade, 1972[13]
- D. menneri Keller 1976（原名為Vendomia menneri Keller 1976[14]，2007年由Ivantsov重新分入狄更遜水母屬[2]
- D. rex Jenkins, 1992[15]

在這九個被描述的物種中，約只有四或五種是不同的物種。
D. costata（次異名包括 D. minima、D. spriggi 與D. elongata（正模標本）），異構體節較別的物種少且寬。
D. tenuis（次異名為D. brachina），與D. costata類似，但有較多與窄的體節，體呈較長的卵形。
D. lissa，呈長卵形，可長達15公分，具有多且窄的異構體節，頭部的體節較身體其他部分的短>
D. menneri（次異名為Vendomia menneri），體型很小，僅8毫米，與D. costata 較幼小的標本十分相似，異構體節不多，差別是D. menneri 的長度較長。
D. rex（原是D. elongata的副模標本），體型可大至1米，除此之外沒有明確特徵，只因特別龐大的體型而獨立為一種，標本不多。被歸為本種的標本很可能只是體型較大的D. costata或D. tenuis

## 描述
狄更遜水母的痕跡只在砂岩層中以印痕化石或鑄模化石的形式被發現。標本長度從數毫米至1米皆有，厚度則從幾分之一毫米至幾毫米。

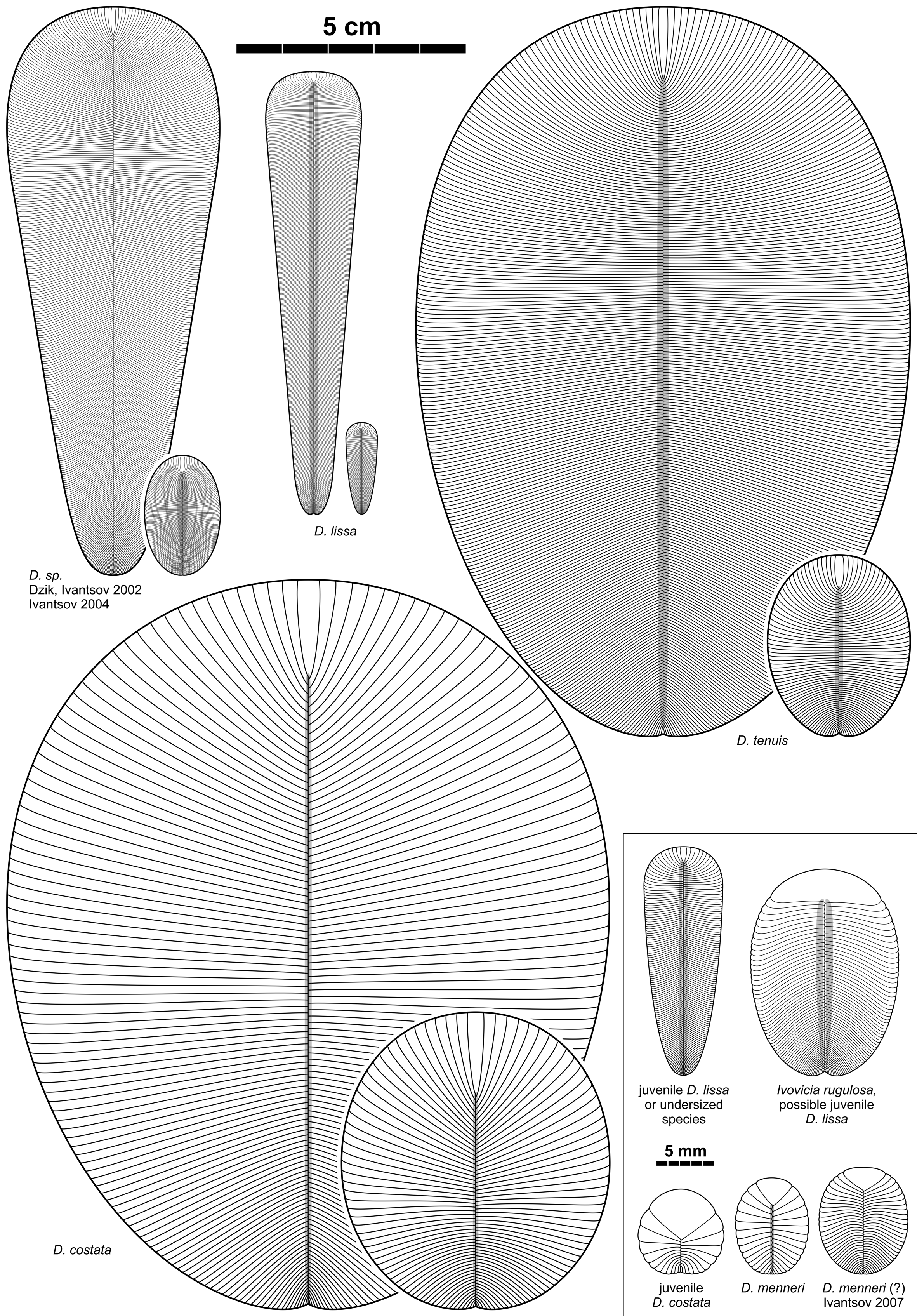
各種狄更逊水母的重建圖

本種大致呈兩側對稱、分節、外形為圓形至卵形，其中一端略為拉長。體節朝兩端放射狀分佈，其長度由整個模型的窄端至寬端遞增和有一個肋狀的凸面層。兩側的體節被中間的隆起或凹槽分隔，且兩側的體節呈滑移對稱而非簡單的兩側對稱，因此這些體節被稱為異構體節。滑移對稱也出現在與狄更遜水母約莫同時的另一種埃迪卡拉生物斯普里格蠕蟲。
狄更遜水母化石似乎保存了一些內部結構，它代表了一種既能消化食物，又能將營養輸送、分佈到整個有機體內的系統。

## 移動
伊凡斯和加州大學河濱分校及澳洲南澳博物館的研究人員分析了近1500塊狄更遜水母的化石，以確認牠們能否獨自移動。伊凡斯說：「已經有人根據化石證據，猜測這些動物具有移動能力。我們想做的是，根據這些化石的其他特徵，排除移動之外的可能性。」
這些化石證據包括了實體化石，以及形似「足跡」的「生痕化石」，都暗示著這些動物獨自行動的能力。不過有些科學家指出，這些生物也可能隨著古老海流移動到別處。也有科學家認為，「足跡」化石可能是這些生物埋在沉積層死亡分解後的遺跡。
不過伊凡斯的研究團隊已經證實，狄更遜水母的確是靠自身移動，而且在牠們一生之中可能遷移至少數十公尺。伊凡斯表示，如果這些動物是隨海流移動的，那麼各個標本都會朝向同一個方向；不過化石證據顯示，這些動物移動的方向各異。實體化石和生痕化石也透露狄更遜水母特定的移動路線，伊凡斯解釋：「如果是死亡動物的殘骸，那麼遺跡應該隨機分散。但是我們觀察到單獨個體往特定方向移動的痕跡，意味著這些動物是靠著自己身體的力量在移動。」
這些化石也告訴我們，狄更遜水母通常在海底有機層的其中一處覓食，然後在數小時或數天之後開始尋找新的食物來源。一些科學家曾經假設，這些動物是藉著肌肉擴張與收縮來移動，新的化石分析也支持這項假說。伊凡斯指出，雖然科學家找到證據顯示，有些動物比狄更遜水母更早就會獨自移動，但是這些動物體型較小、移動的距離也較短。他補充說：「我們是第一次從化石證據中，觀察到動物前往新的地點覓食。」